# Relentless Reckless Forever
Relentless Reckless Forever (рус. Безжалостный Безрассудный Навсегда) — седьмой студийный альбом финской мелодик/дэт-метал-группы Children of Bodom, вышел 8 марта 2011 года.

## Об альбоме
«Relentless Reckless Forever» записан в августе-сентябре 2010 года.
«Мы упорно работали над этим альбомом, я не спал и не отдыхал шесть недель, — говорил Алекси Лайхо. — Мы надеемся создать самый лучший альбом COB, так что мы предпримем все усилия, что для этого понадобятся. Конечно, постоянные пинки нашего продюсера Мэтта Хайда сделали результаты немного лучше, и мы очень озабочены тем, чтобы выпустить такой альбом».
Клип на песню Was It Worth It? был снят совместно со скейтбордистом Крисом Коулом, а также с профессиональными скейтерами Джейми Томасом и Томом Аста. «Сингл Was It Worth It? — песня для тусовки, — говорит Лайхо. — Это не типичный звук COB, но эта песня — одна из моих любимых».

## Список композиций
Слова и музыка всех песен — Алекси Лайхо.
| №  | Название                      | Длительность |
| -- | ----------------------------- | ------------ |
| 1. | «Not My Funeral»              | 4:54         |
| 2. | «Shovel Knockout»             | 4:02         |
| 3. | «Roundtrip to Hell and Back»  | 3:46         |
| 4. | «Pussyfoot Miss Suicide»      | 4:09         |
| 5. | «Relentless Reckless Forever» | 4:40         |
| 6. | «Ugly»                        | 4:13         |
| 7. | «Cry of the Nihilist»         | 3:30         |
| 8. | «Was It Worth It?»            | 4:05         |
| 9. | «Northpole Throwdown»         | 2:54         |

| №   | Название                                       | Автор(ы)   | Длительность |
| --- | ---------------------------------------------- | ---------- | ------------ |
| 10. | «Party All the Time» (кавер-версия Эдди Мерфи) | Рик Джеймс | 3:00         |

## Участники записи
- Алекси Лайхо — вокал, соло- и ритм-гитара
- Роопе Латвала — соло- и ритм-гитара, бэк-вокал
- Янне Вирман — клавишные
- Хенкка Сеппяля — бас-гитара, бэк-вокал
- Яска Раатикайнен — ударные, бэк-вокал

## Позиции в чартах
| Уровни продаж и сертификации |              |                |                   |
| Страна                       | Сертификация | Уровень продаж | Дата сертификации |
| Финляндия                    | золотой      | 13 894         | 2011              |

| Чарт                                 | Позиция |
| ------------------------------------ | ------- |
| Австралия (ARIA)                     | 47      |
| Австрия (Ö3 Austria)                 | 29      |
| Бельгия/Фландрия (Ultratop)          | 95      |
| Бельгия/Валлония (Ultratop)          | 74      |
| Финляндия (Suomen virallinen lista)  | 1       |
| Франция (SNEP)                       | 104     |
| Германия (Offizielle Top 100)        | 20      |
| Италия (Classifica album)            | 80      |
| Япония (Oricon)                      | 20      |
| Испания (PROMUSICAE)                 | 92      |
| Швеция (Sverigetopplistan)           | 47      |
| Швейцария (Schweizer Hitparade)      | 43      |
| Великобритания (UK Albums Chart)     | 71      |
| США (Billboard 200)                  | 42      |
| США (Billboard Top Hard Rock Albums) | 1       |